# ブリストル・スケール
ブリストル・スケール（英: Bristol stool scale）は、人間の糞便の形態を7つのカテゴリーに分類するために設計された診断医療ツールである。臨床分野と実験分野の両方で使用されている。
1997年にブリストル王立診療所で臨床評価ツールとして開発され、腸のさまざまな疾患の治療効果を評価するための研究ツールとして使われる他、過敏性腸症候群の診断トライアドの一部として、臨床コミュニケーションの補助としても広く利用されている。

## 解説
便の7種類の種類は次のとおりである。
- タイプ1: 木の実のようなコロコロした固い便（通過しにくく、黒くなることがある）
- タイプ2: ソーセージ状ではあるがゴツゴツした固い便
- タイプ3: 表面にひび割れのあるソーセージ状（黒くなることもある）
- タイプ4: ソーセージやヘビのように滑らかで柔らかい（平均的な便）
- タイプ5: 柔らかい小塊で、形がはっきりしている
- タイプ6: 小片が混じって周囲がデコボコした泥状の便（下痢気味）
- タイプ7: 全体が水様で固形物がない便（下痢）

タイプ1とタイプ2は便秘を示し、タイプ3とタイプ4は水分を多く含まず排便しやすい理想的な便、タイプ5は食物繊維の不足を示し、タイプ6とタイプ7は下痢を示す。
最初の研究では、このスケール（尺度）で調査した集団では、女性ではタイプ1とタイプ2の便が多く、男性ではタイプ5とタイプ6の便が多く見られた。さらに、直腸テネスムス（不完全な排便感）を報告した被験者の80%がタイプ7であった。これらのデータおよびその他のデータにより、このスケールの妥当性が検証された。
ブリストル・スケールはまた、下痢止めのロペラミドやセンナ、または下剤効果のあるアントラキノンなどの薬剤による腸管通過時間の変化にも非常に敏感に反応する。

## 用途

### 過敏性腸症候群の診断
過敏性腸症候群（IBS）の患者は、典型的に、腹部の痙攣（けいれん）や便秘に苦しんでいると報告している。一部の患者では、慢性的な便秘と下痢の症状が混在している、一方、IBS患者の少数は下痢だけである。症状の発現は通常数ヶ月から数年に及び、患者はさまざまな医師に相談するが大きな成功はなく、さまざまな専門的な調査が行われるのが一般的である。報告された症状とストレスとの間に強い相関関係に気づく。実際に、下痢性の排便は感情的な現象と関連してる。IBSの下血は、この病気が痔核（じかく）に関連している場合に限られている。
2000年代に行われた過敏性腸症候群、便失禁、HIVの消化管合併症に関する研究では、77ヶ月に及ぶ研究でもブリストル・スケールが使いやすい診断ツールとして使用されている。
歴史的に、この糞便評価スケールは、カイザー・パーマネンテ メディカル・ケア・プログラム（カリフォルニア州サンディエゴ）のコンセンサス・グループによって、腸機能疾患（FBD）のデータ収集のために推奨されてきた。
さらに最近では、ローマIII基準の最新の改訂版によると、IBSの6つの臨床症状を特定することができる。
| ローマIII基準に基づく、IBSにおける便の一般的な発現のサブタイプ |
| --- |
| 1. 便秘型（IBS-C）- 硬便または兎糞状便*が25%以上、かつ軟便（泥状便）または水様便†が25％未満。‡ |
| 2. 慢性下痢型（IBS-D）- 軟便（泥状便）または水様便†が25％以上、かつ硬便または兎糞状便*が25％未満。‡ |
| 3. 混合型（IBS-M）- 硬便または兎糞状便*が25%以上、かつ軟便（泥状便）または水様便†が25%以上。‡ |
| 4. 分類不能（IBS-U）- 便性状異常の基準がIBS-C、D、Mのいずれも満たさない。 |
| *ブリストル・スケール タイプ1-2（木の実のようなコロコロした硬い塊、またはソーセージ状） †ブリストル・スケール タイプ6-7（小片が混じって周囲がデコボコしているもの、軟らかいものや水っぽいもの、固形物がなく完全に液体）。 ‡下痢止めや下剤を使用していない場合。 |

これら4つの特定されたサブタイプは、ブリストル・スケールによって決定される便の一貫性と相関している。
2007年、米国ミネソタ州ロチェスターのメイヨークリニック医科大学は、ミネソタ州オルムステッド郡に住む4,196人の集団を対象に実施した疫学調査の一部を報告したが、その際、参加者はブリストル・スケールに基づくアンケートに記入するよう求められた。
|                                                       | 正常な 大腸通過 （BSS 3-4） （n=1662） | 遅い 大腸通過 (BSS 1-2) (n=411) | 早い 大腸通過 （BSS 5-7） （n=197） |
| ----------------------------------------------------- | -------------------------------------- | ------------------------------- | ----------------------------------- |
| 年齢 (平均±標準偏差; 歳)                              | 62±12                                  | 63±13                           | 61±12                               |
| 男性（％）                                            | 50                                     | 38                              | 43                                  |
| BMI （平均±標準偏差）                                 | 29.6±7.5                               | 28.2±6.8                        | 32.5±9.9                            |
| SSCスコア（平均±標準偏差 ）（身体症状チェックリスト） | 1.6±0.50                               | 1.7±0.53                        | 1.8±0.57                            |
| 喫煙（％）                                            | 8                                      | 7                               | 12                                  |
| 飲酒（％）                                            | 45                                     | 48                              | 41                                  |
| 胆嚢摘出術（％）                                      | 11                                     | 12                              | 19                                  |
| 虫垂切除術（％）                                      | 28                                     | 31                              | 35                                  |
| 経口避妊薬（％女性）                                  | 3                                      | 5                               | 3                                   |
| 配偶者の有無                                          |                                        |                                 |                                     |
| 既婚（％）                                            | 80                                     | 77                              | 76                                  |
| 教育レベル                                            |                                        |                                 |                                     |
| 義務教育 （％）                                       | 5                                      | 5                               | 7                                   |
| 高校/数年（％）                                       | 53                                     | 52                              | 58                                  |
| 学位または大学（％）                                  | 41                                     | 42                              | 36                                  |
| 家族歴                                                |                                        |                                 |                                     |
| 胃がん（％）                                          | 16                                     | 14                              | 15                                  |
| 大腸がん（％）                                        | 12                                     | 11                              | 15                                  |

調査結果（表参照）によると、5人に1人は便の出方が遅いが（タイプ1および2の便）、12人に1人は便の出方が早い（タイプ5および6の便）。また、便の性状は、年齢、性別、肥満度指数(BMI)、胆嚢摘出術の有無、心身症的要素（身体化）の有無によって影響を受ける。喫煙、アルコール、教育レベル、虫垂切除術の既往歴や、消化器疾患への精通度、市民状態、経口避妊薬の使用などの要因による影響は見られなかった。

### 治療評価
いくつかの研究では、ブリストル・スケールを投薬や治療への反応に相関させている。実際には、ある研究では、下痢と便失禁を持つ被験者に1つの薬（コレスチラミン）よりも細かく用量を調整するためにも使用された。
ランダム化比較試験で、このスケールを利用して、2週間の治療期間中の男女126名の患者で、2種類の下剤 - マクロゴール（ポリエチレングリコール）とエダウチオオバコ（Plantago psyllium (英語版) （地中海地方のオオバコ）および同属の他の種）- に対する反応を調べた。前者は後者と比べて迅速な反応と効率の向上を示さなかった。この研究では、主要な結果として、毎週の排便回数、ブリストル・スケールのタイプに応じた便の一貫性、排便までの時間、全体的な有効性、排便の困難さ、および便の一貫性を測定した。
2010年以降、いくつかの研究では、プロバイオティクス、灸、高齢者の下剤、アーユルヴェーダ多植物療法であるTLPL/AY、サイリウム、メサラジン、、オキシコドン/ナロキソンなど、様々な治療への反応を認識し評価するための診断ツールとして、あるいはスポーツ選手の身体活動への反応を評価するために、このスケールを使用している。

## 歴史
ブリストル王立診療所の大学医学部のスティーブン・ルイスとケン・ヒートンによってイギリスで初めて開発され提案されたものは、1992年に実施された前向きコホート研究（男性838人、女性1,059人）では、便の形状や種類に関連した排便障害の予想外の有病率が示されていたため、1997年にスカンジナビア消化器学会誌(Scandinavian Journal of Gastroenterology)に臨床評価ツールとして提案された。上記の論文で、著者は、便の形が結腸通過時間の有用な代替指標であると結論づけた。この結論は、タイプ1とタイプ2では有効性が限られているということで反論されているが、腸のさまざまな疾患の治療法の有効性を評価するための研究ツールとして、また臨床的なコミュニケーションの補助として、現在も使用されている</ref>。

### バージョン
同じスケールは、スペイン語版、ブラジル・ポルトガル語版、ポーランド語のバージョンで検証されている。また、子供用のバージョンも設計され、検証されている。さらに最近では、2011年9月に、6～8歳の年齢を対象とした自己評価の基準を用いて、修正バージョンのスケールが検証された。
スケールのバージョンは、コロンビア長老派教会医療センターのGary Kahanによって、米国のテレビで使用するのに適したチャートとして開発された。